# Michael Welch
Alan Michael Welch (Los Ángeles, California, 25 de julio de 1987) es un actor de cine y televisión estadounidense. Él es principalmente conocido por interpretar a Luke Girardi en la serie de televisión Joan de Arcadia y a Mike Newton en la saga de películas Twilight.

## Biografía
Michael Welch nació en California, y comenzó su carrera como actor a la edad de 10. Welch tiene una estrecha amistad con su coprotagonista de Joan de Arcadia, Aaron Himelstein. Él y Himelstein se conocían desde hace varios años, pero no llegó a ser buenos amigos hasta que la serie comenzó en 2003. 
Welch apareció en la película de 1998, "Star Trek: Insurrección", así como en las series de televisión Malcolm in the Middle, The X-Files, 7th Heaven, Cold Case, Without a Trace, NCIS, Crossing Jordan, The Riches, y Birds of Prey. También narró "The Carl Hiaasen" libro para CD en 2006.
Uno de sus papeles más aclamados es una versión adolescente del Coronel Jack O'Neill en "Stargate SG-1" episodio "Frágil equilibrio". En 2008, Welch interpretó a Mike Newton en la película Crepúsculo, basada en el libro de Stephenie Meyer. Repitió el papel en la secuela de la película, The Twilight Saga: New Moon, The Twilight Saga: Eclipse y The Twilight Saga: Breaking Dawn - Part 1. Es protagonista también del Film independiente "Unrequited under", bajo la dirección de Jason Epperson.
Welch aparece en la campaña "Aczone: The Musical". Que fue creado para informar a los adolescentes acerca de un nuevo tratamiento para el acné.

## Filmografía

### Cine
| Año  | Título                                                      | Personaje            | Notas                |
| ---- | ----------------------------------------------------------- | -------------------- | -------------------- |
| 1998 | Star Trek: Insurrection                                     | Artim                |                      |
| 2001 | Delivering Milo                                             | Sr. Owen             |                      |
| 2001 | Mickey's Magical Christmas: Snowed in at the House of Mouse | Pinocchio            | Voz. Directo-a-vídeo |
| 2002 | The Angel Doll                                              | Pequeño Jerry Barlow |                      |
| 2006 | All the Boys Love Mandy Lane                                | Emmet                |                      |
| 2008 | Twilight                                                    | Mike Newton          |                      |
| 2008 | Archie's Final Project                                      | Earl                 |                      |
| 2008 | The Coverup                                                 | Kevin Thacker        |                      |
| 2008 | Day of the Dead                                             | Trevor Cross         |                      |
| 2009 | The Twilight Saga: New Moon                                 | Mike Newton          |                      |
| 2010 | Unrequited                                                  | Ben Jacobs           |                      |
| 2010 | The Twilight Saga: Eclipse                                  | Mike Newton          |                      |
| 2011 | Born Bad                                                    | Denny                | Directo-a-DVD        |
| 2011 | The Twilight Saga: Breaking Dawn – Part 1                   | Mike Newton          |                      |
| 2012 | Frankenweenie                                               | Sr Whiskers          | Voz                  |
| 2013 | Grace Unplugged                                             | Quentin              |                      |
| 2013 | Hansel & Gretel Get Baked                                   | Hansel               |                      |
| 2014 | Boy Meets Girl                                              | Robby                |                      |
| 2014 | Boys of Abu Ghraib                                          | Pits                 |                      |
| 2017 | M.F.A.                                                      | Mason                |                      |
| 2019 | The Final Wish                                              | Aaron                |                      |
| 2020 | A Soldier's Revenge                                         | Danziger             |                      |
| 2022 | Hot Seat                                                    | Enzo                 |                      |

### Televisión
| Año         | Título                                          | Personaje                     | Notas                                                       |
| ----------- | ----------------------------------------------- | ----------------------------- | ----------------------------------------------------------- |
| 1995        | Scotch: The Beginning                           |                               |                                                             |
| 1997        | Scotch: The Final Trip                          |                               |                                                             |
| 1998        | Frasier                                         | Joven Niles                   | Episodio: "Where Every Bloke Knows Your Name" (T 5, Epi 10) |
| 1998        | El secreto de Verónica                          | Aaron                         | 1 Episodio                                                  |
| 1998        | Chicago Hope                                    | Lama Topa Rinpoche            | 1 Episodio                                                  |
| 1998–1999   | Two Guys, a Girl and a Pizza Place              | Michael Rush                  | 3 Episodios                                                 |
| 1999        | 7th Heaven                                      | Donovan Birbeck               | Episodio: "All Dogs Go to Heaven" (T 3, Epi 20)             |
| 1999        | Walker, Texas Ranger                            | Adam Crossland                | 1 Episodio                                                  |
| 1999        | Disney's Villains' Revenge                      | Peter Pan                     | Voz, Videojuego                                             |
| 1999        | The Norm Show                                   | Jimmy                         | 1 Episodio                                                  |
| 1999        | Jesse                                           | Gabe                          | 3 Episodios                                                 |
| 2000        | American Adventure                              | Kevin                         | Película de televisión                                      |
| 2000        | Ladies Man                                      | Kyle                          | 1 Episodio                                                  |
| 2000        | Shasta McNasty                                  | Jeff                          | 1 Episodio                                                  |
| 2000        | Fuera de Combate                                | Joey Geddes                   |                                                             |
| 2000        | The Pretender                                   | Eric Gantry                   | 1 Episodio                                                  |
| 2000        | Personally Yours                                | Sam Stanton                   | Película de televisión                                      |
| 2000        | The Drew Carey Show                             | Scout #1                      | 1 Episodio                                                  |
| 2001        | The X-Files                                     | Trevor                        | Episodio: "Badlaa" (T 8, Epi 10)                            |
| 2001        | Malcolm in the Middle                           | Josh                          | Episodio: "New Neighbors" (T 2, Epi 13)                     |
| 2001        | La balada de Lucy Whipple                       | Butte Whipple                 | Película de televisión                                      |
| 2001        | El hombre invisible                             | Adam Reese                    | 1 Episodio                                                  |
| 2001        | Touched by an Angel                             | Robbie McGregor               | 1 Episodio                                                  |
| 2001        | The District                                    | Christian Gilroy              | 1 Episodio                                                  |
| 2001        | Judging Amy                                     | Mike Amble                    | 1 Episodio                                                  |
| 2001-2002   | Disney's House of Mouse                         | Pinocchio                     | Voz                                                         |
| 2002        | Rocket Power: Race Across New Zealand           | Voz                           |                                                             |
| 2002        | Birds of Prey                                   | 'Guy' 14 años                 | 1 Episodio                                                  |
| 2003        | El mundo de Leland                              | Ryan Pollard                  |                                                             |
| 2003        | Stargate SG-1                                   | Joven Jack O'Neill            | Episodio: "Fragile Balance" (T 7, Epi 3)                    |
| 2003        | Hey Arnold!                                     | Curly Gammelthorpe            | Voz                                                         |
| 2003-2004   | Fillmore!                                       | Cockney Kid / Cyrus / Kid #1  | Voz. 2 Episodios                                            |
| 2003-2005   | Joan of Arcadia                                 | Luke Girardi                  | Personaje principal                                         |
| 2005        | Without a trace                                 | Lance                         | 1 Episodio                                                  |
| 2005        | Doctoras de Philadelphia                        | Win                           | 1 Episodio                                                  |
| 2005        | Cold Case                                       | Daniel Potter - 1972          | Episodio: "Honor" (T 3, Epi 8)                              |
| 2006        | Crossing Jordan                                 | Josh Winter                   | Episodio "Mysterious Ways" (T 5, Epi 19)                    |
| 2006        | NCIS                                            | Kody Meyers                   | Episodio: "Bait" (T 3, Epi 18)                              |
| 2006        | Seducción mortal                                | Emmet                         |                                                             |
| 2007        | An American Crime                               | Teddy Lewis                   |                                                             |
| 2007        | CSI: Miami                                      | Shane Partney                 | Episodio: "Permanent Vacation" (T 6, Epi 8)                 |
| 2007        | Law & Order: Special Victims Unit               | Scott Heston                  | Episodio: "Pretend" (T 8, Epi 21)                           |
| 2007        | Choose Connor                                   | Max                           |                                                             |
| 2007        | The Beautiful Ordinary                          | Stephen                       |                                                             |
| 2007        | Numb3rs                                         | Kyle Clippard                 | 1 Episodio                                                  |
| 2008        | American Son                                    | Goldie                        |                                                             |
| 2008        | The Riches                                      | Ike                           | 4 Episodios                                                 |
| 2009        | The Grind                                       | Josh                          |                                                             |
| 2009        | My Suicide                                      | Earl                          |                                                             |
| 2009        | Lost Dream                                      | Perry                         |                                                             |
| 2009        | Fault Line                                      | -                             |                                                             |
| 2002-2009   | C.S.I.                                          | Steuben Lorenz / Todd Branson | 1 Episodio                                                  |
| 2010        | Glenn Martin DDS                                |                               | Voz. 1 Episodio                                             |
| 2010        | Criminal Minds                                  | Syd Pearson                   | Episodio: "JJ" (T 6, Epi 2)                                 |
| 2011        | Bones                                           | Norman Hayes                  | Episodio: "The Feet on the Beach" (T 6, Epi 17)             |
| 2011        | Born Bad                                        | Denny                         | Vídeo                                                       |
| 2012        | Chasing Eagle Rock                              | J.R.                          |                                                             |
| 2012        | El asesino está entre nosotros                  |                               |                                                             |
| 2012        | The Boys of Abu Ghraib                          | Pits                          |                                                             |
| 2012        | Rough Hustle                                    | Jimmy                         |                                                             |
| 2012        | Black Forest: Hansel and Gretel & the 420 Witch | Hansel                        |                                                             |
| 2013        | Of Light and Darkness                           | Aiden                         |                                                             |
| 2013        | Grimm                                           | Jake Barnes                   | Episodio: "One Night Stand" (T 3, Epi 4)                    |
| 2014 - 2016 | Z Nation                                        | Mack Thompson                 | Personaje Principal                                         |
| 2015        | Scandal                                         | Oficial Newton                | Episodio: "The Lawn Chair" (T 4, Epi 14)                    |
| 2015        | NCIS: New Orleans                               | Kevin Heller                  | Episodio: "The List" (T 1, Epi 18)                          |
| 2016        | Lucifer                                         | Kyle Erikson                  | Episodio: "St. Lucifer" (T 1, Epi 11)                       |
| 2016        | The Catch                                       | Teddy Seavers                 | Episodio: "The Ringer" (T 1, Epi 7)                         |
| 2016        | Another Period                                  | Franklin D. Roosevelt         | Episodio: "Roosevelt" (T 2, Epi 5)                          |
| 2017-2019   | Star vs the Forces of Evil                      | Mewni Crowd                   |                                                             |
| 2018        | Home by Spring                                  | Howard                        | Película de televisión                                      |
| 2019        | Station 19                                      | Harold                        | Episodio: "Crazy Train" (T 2, Epi 10)                       |

2018 Estación 19.

## Premios y nominaciones
| Año  | Premio             | Categoría                                                                | Película                | Resultado |
| ---- | ------------------ | ------------------------------------------------------------------------ | ----------------------- | --------- |
| 1999 | Young Artist Award | Mejor Actuación en una Película - Actor Joven                            | Star Trek: Insurrección | Ganador   |
| 2004 | Young Artist Award | Mejor Actuación en serie de TV (Comedia o Drama); Joven Actor de reparto | Joan de Arcadia         | Ganador   |